# Río Baudó
Der Río Baudó ist ein etwa 335 km langer Zufluss des Pazifischen Ozeans im Westen Kolumbiens.

## Flusslauf
Der Río Baudó entspringt auf einer Höhe von etwa 600 m in der Serranía del Baudó, einem Gebirgszug, der zwischen dem Flusstal des Río Atrato und der Pazifikküste in Nord-Süd-Richtung verläuft. Das Quellgebiet liegt im Parque Nacional Natural Utría im Norden des Departamento del Chocó. Der Río Baudó fließt in überwiegend südlicher Richtung entlang der Westflanke der Serranía del Baudó. Er weist dabei ein stark mäandrierendes Verhalten mit zahlreichen Flussschlingen auf. Auf den letzten 50 Kilometern wendet sich der Río Baudó nach Westen und mündet bei der Siedlung Pizarro (Gemeinde Bajo Baudó) ins Meer.

## Hydrologie
Das Einzugsgebiet des Río Baudó umfasst etwa 4000 km². Der mittlere Abfluss liegt bei 782 m³/s.